# Glenrock, Wyoming
Glenrock är en småstad (town) i Converse County i Wyoming i USA. Staden hade 2 576 invånare vid 2010 års folkräkning.

## Geografi
Staden ligger vid North Platte River, ungefär halvvägs mellan den större staden Casper och countyts huvudort Douglas. Sex kilometer norr om Glenrock ligger orten Rolling Hills, som utgör en självständig stad.

## Historia
Orten uppstod som en handels-, provianterings- och poststation, Deer Creek Station, vid Oregon Trail på 1850-talet. 1889 upptäcktes olja i området, vilket kraftigt bidrog till centrala Wyomings ekonomiska utveckling. En större tågolycka inträffade nära Glenrock 27 september 1923, då Chicago, Burlington and Quincy Railroads tåg störtade från bron över Cole Creek. Bron hade förstörts i en översvämning. Av tågets 66 passagerare omkom 30, vilket gör olyckan till den värsta tågolyckan i Wyomings historia.

### Historiska platser
- Rock in the Glen, det historiska landmärket som givit namn åt staden. Den historiska pälsjägarrutten som passerade på väg västerut här i början av 1800-talet utvecklades i mitten av 1800-talet till nybyggarlederna Oregon Trail, California Trail och Mormon Trail.
- Mormon Mines är platsen där kol först bröts i nuvarande Wyoming 1847. Namnet kommer från de mormonska nybyggare som anlände till platsen kort innan brytningen startade.
- Deer Creek Station var ursprungligen en handelsstation på 1850-talet och fungerade som station på postleden västerut. 1860 blev den en station på Ponnyexpressen och 1861 blev stationen del av telegrafsystemet. Stationen i Deer Creek deltog i sändandet av det första telegrafmeddelandet till östra USA från västern, till Cleveland i Ohio. Samtidigt som telegrafrutten uppfördes försämrades relationerna mellan de lokala ursprungsamerikanerna och den amerikanska regeringen, och mellan 1862 och 1866 var stationen en militär utpost. Utposten hade endast ett fåtal soldater stationerade på platsen och fortet tillsammans med telegrafstationen brändes av ursprungsamerikanska krigare 1866. Eftersom stationens och nybyggarledernas betydelse vid det laget minskat, byggdes Deer Creek Station aldrig upp igen.

## Näringsliv
Öster om staden ligger Dave Johnson-kolkraftverket.

## Kommunikationer
Söder om staden passerar motorvägen Interstate 25. Genom ortens centrum löper U.S. Route 26 och U.S. Route 87.